# Lilla Balltjärnen
Lilla Balltjärnen är en sjö i Marks kommun i Västergötland och ingår i Rolfsåns huvudavrinningsområde.